# Muan-gun
Muan-gun (hangul 무안군, hanja 務安郡) är en landskommun (gun) och huvudort i den sydkoreanska provinsen Södra Jeolla. Vid slutet av 2020 hade kommunen 87 630 invånare. 
Provinsförvaltningen för Södra Jeolla ligger i Samhyang-eup i den södra delen av kommunen, vilket gör att Muan-gun betraktas som huvudort i provinsen. Kommunens egen förvaltning ligger i Muan-eup i den norra delen av kommunen. I Mangun-myeon i nordväst ligger Muan International Airport.
Kommunen består av tre köpingar (eup) och sex socknar (myeon):
Cheonggye-myeon,
Haeje-myeon,
Hyeongyeong-myeon,
Illo-eup,
Mangun-myeon,
Mongtan-myeon,
Muan-eup,
Samhyang-eup och
Unnam-myeon.